# Долгоруковы
Долгору́ковы (Долгору́кие, Долгоруково) — одна из многочисленных ветвей князей Оболенских, Рюриковичи.
Род князей Долгоруковых внесён в Бархатную книгу. При подаче документов для внесения рода в Бархатную книгу были предоставлены две родословные росписи: князем Фёдором Долгоруковым (декабрь 1685) и боярином, князем Владимиром Дмитриевичем Долгоруковым (февраль 1686).

## Происхождение рода
Предком князей Оболенских, как и многих других, семейные предания называют Михаила Всеволодовича Черниговского. Родоначальник собственно Долгоруковых — князь Иван Андреевич Оболенский (XVII колено от Рюрика, 1-я пол. XV в.), получивший за свою мстительность прозвище Долгорукий. Из рода князей Долгоруковых вышли видные государственные деятели, полководцы и литераторы.
Дочь боярина и князя Владимира Тимофеевича Долгорукова Мария — первая жена царя Михаила Фёдоровича.

## Родственные роды
В научном труде Ф. И. Миллера: Известия о дворянах российских записано: Долгоруковы. Князья. Произошли от князей Черниговских. Родословная роспись их под № 207. От них произошли: Асовицкие, Белёвские, Борятинские, Воротынские, Горенские, Завальские, Звенигородские, Золотые, Карачевские, Кашины, Курлятевы, Лыковы, Мезецкие, Нагие, Ноготковы, Новосильские, Оболенские, Одоевские, Пенинские, Репнины, Серебреные, Стригины, Тарусские, Телепни, Тростенские, Туренины, Щепины, Щербатые, Ярославовы.

## Описание герба
Щит разделён на четыре равные части, в которых изображены: в первой — в золотом поле чёрный одноглавый орёл с золотой короной на голове с распростёртыми крыльями, держащий в лапах золотой крест; во второй — в красном поле ангел в серебрянотканой одежде, держащий в правой руке серебряный меч, а в левой — золотой щит; в третьей — в чёрном поле выходит из облака рука со стрелой, облачённая в латы; в четвёртой — в голубом поле серебряная крепость. Щит покрыт мантией и шапкой, принадлежащих княжескому достоинству.

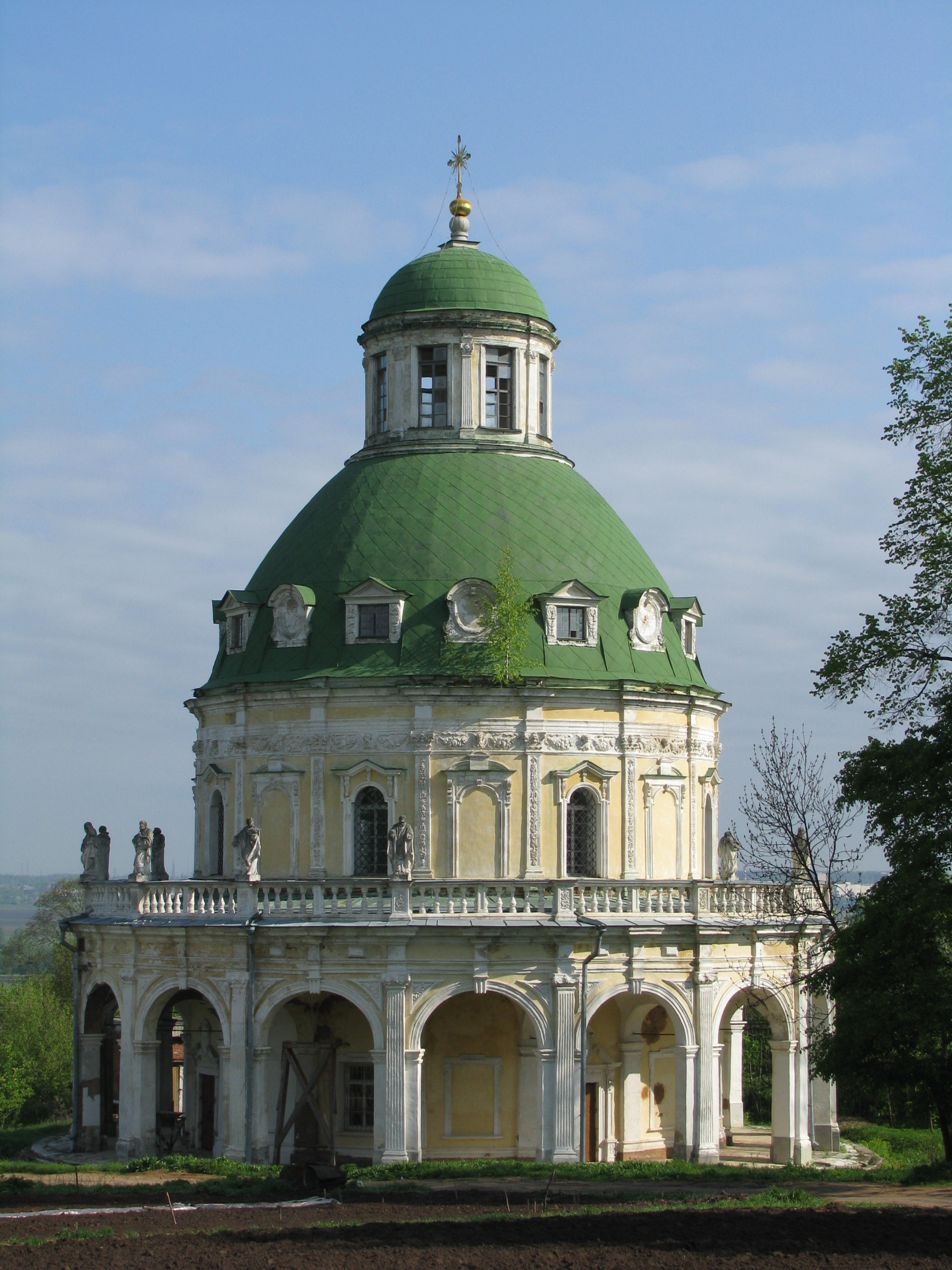
Церковь в поместье Долгоруковых в Подмоклове, 1714—1722 годы

## Геральдика
Князья Долгорукие начали использовать герб не позже первой четверти XVIII века. Герб изображён на ружье, которое хранится в Оружейной палате. В. К. Лукомский провёл атрибуцию (1920) и установил принадлежность предмета члену Верховного тайного совета князю Василию Лукичу Долгорукому (около 1670—1739). По окружающей гербовый щит цепи датского ордена Белого Слона и надписи на замке он датировал ружьё (1721—1722).
В XVIII веке бытовали варианты герба князей Долгоруких, отличные от впоследствии официально утвержденного. На экслибрисе генерал-майора князя Петра Сергеевича Долгорукого (1721—1773) герб изображался в овальном щите, в четвёртом поле вместо каменной стены — монограмма «PPD» (prince Pierre Dolgoruki) и с щитодержателями в виде двух «диких людей», то есть обнаженных мужчин с дубинками в руках. На печатях князей Долгоруких встречался иной вариант герба: с щитодержателями в виде воинов и девизом «В Бозе надежда моя».

## Дворяне Долгорукие
Долгорукие (не князья), потомки Александра Петровича Долгорукого (воспитанника князя Петра Яковлевича Долгорукого), который приобрёл право потомственного дворянства военною службою в царствование Императора Николая I. Род в Гербовник не внесён.
Существовал и ещё один нетитулованный род Долгоруких: в Боярских книгах с 1692 по 1708 был записан стряпчий Степан Фокин Долгорукий. Вероятно, к тому же роду принадлежали Алексей Яковлевич, Порывай, Владимир Лихачёв сын, Пятый Фомич, Роман, Илья и Зык Остафьевичи и Нечай Долгоруковы, которые согласно Савёлову владели поместьями в Бежецкой пятине (1572).

## Представители княжеского рода
- Князь Долгоруков Тимофей Иванович — окольничий (1579).
- Князь Долгоруков Василий Григорьевич (Чертёнок) — воевода в Пелыме (1601).
- Князь Долгоруков Самсон — воевода в Самаре (1602).
- Князь Долгоруков Фёдор Тимофеевич — пожалован в бояре Лжедмитрием I (1605).
- Князь Долгоруков Григорий Борисович — окольничий, воевода на Двине (1611—1612), Вологде (1612).
- Князь Долгорукий Алексей Григорьевич (Чертёнок) — воевода в Калуге (1614), Брянске (1621—1622), Свияжске (1624), московский дворянин (1627—1640).
- Князь Долгоруков Данила Иванович — воевода в Твери (1614), Калуге (1615—1616).
- Князь Долгоруков Иван Михайлович — воевода в Кашире (1614—1616), Новгород-Северском (1617—1618), Торопце (1622—1623), Свияжске (1639).
- Князь Долгоруков Михаил Борисович — воевода в Белёве (1614—1615), Тюмени (1623—1624), московский дворянин (1627—1640).
- Князь Долгоруков Григорий Данилович — московский дворянин (1627—1640), стольник, воевода в Брянске (1642—1643), Калуге (1649), Брянске (1652—1654), Путивле (1658—1660).
- Князья Долгорукие: Фёдор Васильевич и Богдан Фёдорович — московские дворяне (1627—1640).
- Князь Долгорукий Иван Алексеевич — патриарший стольник (1627—1629), московский дворянин (1629—1640).
- Князья Долгорукие: Фёдор Иванович, Фёдор Алексеевич, Тимофей Васильевич, Матвей Михайлович, Василий Владимирович, Алексей Фёдорович — стольники (1627—1640).
- Князь Долгорукий Фёдор Фёдорович — стольник (1627—1640), окольничий (1658), воевода в Великих-Луках (1642—1643), Витебске (1655—1657), Новом-Осколе (1659), Ярославле (1661), Пскове (1662), Симбирске (1662).
- Князь Долгорукий Юрий Алексеевич — стольник (1627—1629), боярин 1658—1676).
- Князь Долгорукий Владимир Тимофеевич — боярин (1627—1629).
- Князь Долгорукий Дмитрий Алексеевич — стольник (1636—1640), окольничий (1658—1668), боярин (1668), (ум.1673).
- Князь Долгорукий Петр Алексеевич — стольник (1636—1640), окольничий (1658—1668), (ум. 1669).
- Князь Долгорукий Михаил Юрьевич — стольник (1658—1668), боярин (1671—1676).
- Князь Долгорукий Владимир Дмитриевич — окольничий (1668—1676), боярин (1677—1692).
- Князь Долгорукий Иван Дмитриевич — стольник (1671), комнатный стольник царя Петра Алексеевича (1676—1686).
- Князь Долгорукий Василий Степанович — стольник (1671), стольник царицы Натальи Кирилловны (1676), стольник (1677—1686).
- Князь Долгорукий Григорий Фёдорович — стольник (1671), комнатный стольник царя Фёдора Алексеевича (1676), комнатный стольник царя Петра Алексеевича (1676—1692).
- Князь Долгоруков Прохор Григорьевич — стольник, воевода в Саранске (1674—1675).
- Князь Долгорукий Яков Фёдорович — стольник (1676), комнатный стольник царя Петра Алексеевича (1676—1692).
- Князь Долгорукий Петр Михайлович — комнатный стольник царя Фёдора Алексеевича (1676), комнатный стольник царя Петра Алексеевича (1676—1692).
- Князь Долгорукий Владимир Михайлович — комнатный стольник царя Петра Алексеевича (1676—1692).
- Князь Долгорукий Борис Фёдорович — стольник царицы Натальи Кирилловны (1676), стольник 1686—1692), воевода в Смоленске (1694—1696).
- Князь Долгорукий Василий Михайлович — комнатный стольник царя Петра Алексеевича (1676—1692).
- Князь Долгоруков Лука Фёдорович — стольник (1668—1692), воевода в Киеве (1691—1693), Астрахани (1693).
- Князья Долгорукие: Фёдор Богданович, Степан Васильевич, Михаил и Юрий Владимировичи, Иван Прохорович, Василий Лукин — стольники (1668—1692).
- Князь Долгоруков Владимир Андреевич — боярин, воевода в Казани (1684).
- Князь Долгорукий Григорий Прохорович — стольник царицы Прасковьи Фёдоровны (1686—1692)
- Князь Долгоруков Василий Фёдорович — стольник (1668—1692), воевода в Олонце (1687—1688)[11][12][5].
- Князь Долгоруков Андрей Николаевич, отец Василия и Владимира Андреевича, муж Елизаветы Николаевны Салтыковой — военный (1772—1843, 1834 или 1841 по разным источникам), статский советник. Служил в Семёновском полку, уволен в 1797 году.
- Князь Долгоруков Алексей Григорьевич — сенатор.
- Князь Долгоруков Иван Михайлович — поэт, публицист, мемуарист.
- Князь Долгоруков Василий Андреевич, брат Владимира Андреевича — государственный деятель (1804—1868) — генерал-адъютант, генерал от кавалерии, военный министр (1852—1856), главноначальствующий III отделением Собственной Его Императорского Величества канцелярии и шеф жандармов (1856—1866).
- Князь Долгоруков Владимир Андреевич, брат Василия Андреевича — государственный деятель (1810—1891) — генерал-адъютант, генерал от кавалерии, московский генерал-губернатор в 1865—1891 годах.
- Князь Долгоруков, Алексей Алексеевич (1767—1834) — русский государственный деятель, действительный тайный советник (1832), Симбирский (1808—1815) и московский (1815—1817) губернатор, сенатор (1817), генерал-прокурор (1827—1829), управляющий министерством юстиции (1827—1829), член Государственного совета (с 1829).Алексей Григорьевич Долгоруков на месте казни его родственников - И. А., Ивана и Сергея Григорьевичей, В. Л. Долгоруковых, Аллегорическая гравюра, 1740 г.

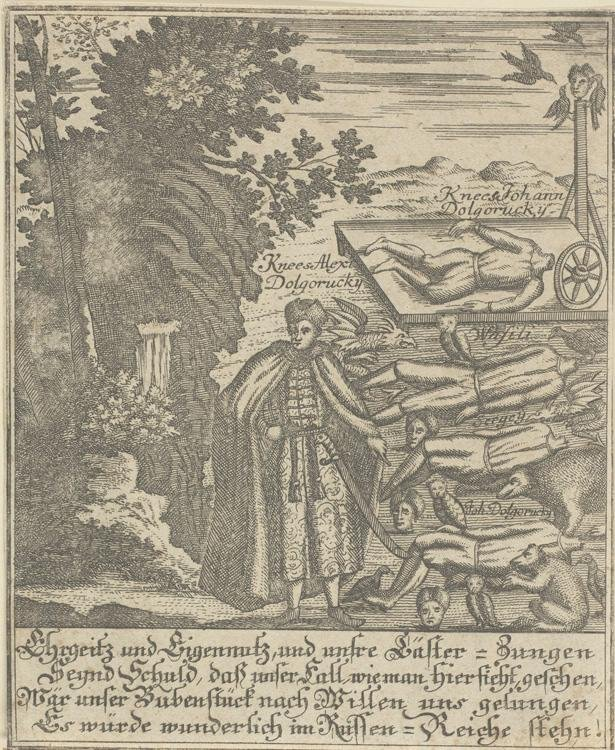
Алексей Григорьевич Долгоруков на месте казни его родственников - И. А., Ивана и Сергея Григорьевичей, В. Л. Долгоруковых, Аллегорическая гравюра, 1740 г.